# Éphod

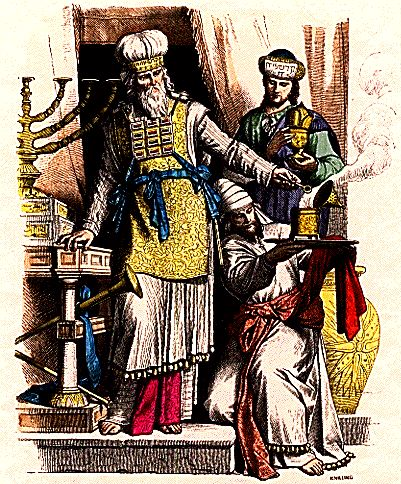
Le Grand prêtre d'Israël portant les vêtements sacrés. L'éphod est représenté en jaune

Cet article concerne le vêtement sacerdotal. Pour l'auteur surnommé Ephod, voir Profiat Duran
L'éphod est un vêtement sacerdotal anciennement utilisé par les Israélites et lié de près aux pratiques oraculaires. Son nom latin est superhumerale.
Dans les traditions les plus anciennes, l'éphod se présente sous une forme de statue, sans que sa fonction exacte soit connue :

« Gédéon fit un éphod qu'il plaça dans sa ville à Ophrah »

— Juges 8, 27

« Le prêtre répondit: "L'épée de Goliath, le Philistin, que tu as vaincu dans la vallée du Térébinthe, est là, derrière l'éphod, enveloppée dans un drap." »

— I Samuel 21, 10
Le nom éphod pourrait être le substantif d'un verbe hébreu signifiant « couvrir, plaquer ». Il désignerait une statue plaquée de métal précieux ou recouvert d'un tissu. Associé au culte de Yahweh, il devient un habit du grand prêtre d'Israël dont une description est donné dans la Torah. L'Exode et le Lévitique donnent une description détaillée de sa conception et de son usage. Il se distingue notamment des autres vêtements des prêtres du fait qu'il est entièrement en lin.
L'éphod était utilisé pour des pratiques oraculaires :

« Il dit au prêtre Ebiatar, fils d'Ahimélek: "Fais-moi, je te prie, avancer l'éphod." Ebiatar présenta l'éphod à David, et David consulta le Seigneur »

— I Samuel 30, 7-8
Les opinions divergent quant à son apparence réelle. Selon Flavius Josèphe il s'agit d'un sorte de tunique courte, avec une ouverture au niveau de l'abdomen. Philon d'Alexandrie le compare à une cuirasse.
Selon le Talmud, le port de l'éphod permettait d'expier le péché et l'idolâtrie commis par les enfants d'Israël.